# Kristian Huselius
Lars Kristian Huselius, född 10 november 1978 i Österhaninge, är en svensk före detta professionell ishockeyspelare och senare travexpert i TV4.
På tio säsonger spelade han över 600 matcher i NHL, där han spelade för Florida Panthers, Calgary Flames och Columbus Blue Jackets. I Elitserien spelade han för Färjestad BK, Frölunda HC, Linköping HC och AIK. Den 8 januari 2013 meddelade Huselius att hans karriär var över på grund av skadebekymmer.
Säsongerna 1996/97 och 1997/98 vann han SM-guld med Färjestad BK. 2000/01 vann han Guldhjälmen, som tilldelas säsongens mest värdefulle spelare, bland annat efter att ha vunnit Elitseriens poäng-, skytte- och assistliga. På 49 matcher noterades Huselius för 67 poäng (32 mål, 35 assist). Säsongen 2004/05 vann han återigen Elitseriens assistliga.
Huselius debuterade i Tre Kronor 1999 och spelade 63 A-landskamper. Han har spelat fyra VM-turneringar och tagit brons vid tre tillfällen (2001, 2002 och 2009). Som junior tog han ett EM-brons 1996.

## Karriär

### Klubblagskarriär
Huselius slog tidigt igenom i moderklubben Hammarby IF, varpå han värvades av elitserielaget Färjestad BK inför säsongen 1996/97. Han tillbringade en stor del av säsongen med Färjestads J20-lag och blev också under en period utlånad till IFK Munkfors i Division I, där han på sex matcher gjorde åtta poäng (sex mål, två assist). Han fick också chansen i Elitserien med Färjestads A-lag. I slutspelet spelade han i fem matcher och noterades för ett mål, när klubben vann sitt fjärde SM-guld. I juni 1997 blev han draftad i den andra rundan som nummer 47 totalt av Florida Panthers. 1997/98 spelade han fler matcher i A-laget än föregående säsong men tillbringade också tid med klubbens J20-lag, och blev återigen utlånad till Munkfors. Vid säsongens slut stod det klart att Huselius och Färjestad vunnit sitt andra raka SM-guld. Mitt under säsongen 1998/99 blev han bortbytt till Frölunda HC. De två efterföljande säsongerna blev två av Huselius poängmässigt bästa i Elitserien. 1999/00 vann han Frölundas interna poängliga efter att ha gjort 44 poäng på 50 matcher. Den efterföljande säsongen blev hans sista i Frölunda. Han utsågs efter säsongen till seriens mest värdefulla spelare och tilldelades Guldhjälmen. Han vann Elitseriens poäng- skytte- och assistliga efter att ha gjort 67 poäng på 49 matcher (32 mål, 35 assist).
Inför säsongen 2001/02 flyttade Huselius över till USA för spel med Florida Panthers i NHL. Han skrev i juli 2001 på ett tvåårskontrakt med klubben. Han debuterade i NHL den 4 oktober 2001 mot Philadelphia Flyers och gjorde också sitt första NHL-mål samma match. Som rookie var Huselius en av Panthers mest betydande spelare och slutade tvåa i lagets interna poängliga, efter 45 poäng på 79 matcher (23 mål, 22 assist). Huselius blev trea i den totala poängligan för rookies och blev uttagen till NHL All-Rookie Team, han var också en av de nominerade att vinna Calder Memorial Trophy. Efter ytterligare en säsong med Panthers förlängde han i augusti 2003 sitt kontrakt med klubben med två år. 2003/04 blev en av Huselius poängmässigt sämsta säsonger i NHL. Laget hamnade långt ner i tabellen och Huselius producerade 31 poäng på 76 matcher (10 mål, 21 assist).
Under NHL-lockouten säsongen 2004/05 representerade Huselius Linköping HC och fann tillbaka till den produktiva ådra som gjorde honom till fixstjärna i Elitserien åren kring millennieskiftet. Han ledde Elitseriens poängliga med 14 mål, 35 assist och 49 poäng på 34 matcher, när han avskedades med omedelbar verkan sedan han och två andra landslagsspelare haft sex med en 22-årig kvinna och blivit anklagade för våldtäkt. Huselius tvingades då att skänka innestående lön till klubbens ungdomsverksamhet. Trots att han fick avsluta säsongen i förtid och endast spelade 34 matcher (av 50), vann han Elitseriens assistliga och blev tvåa i poängligan, bara en poäng efter Timrås Henrik Zetterberg. Huselius skrev därefter på för Rapperswil-Jona Lakers i den schweiziska ligan. Han debuterade i klubben den 26 februari och spelade i fyra slutspelsmatcher med laget, vilket resulterade i fyra poäng (ett mål, tre assist).

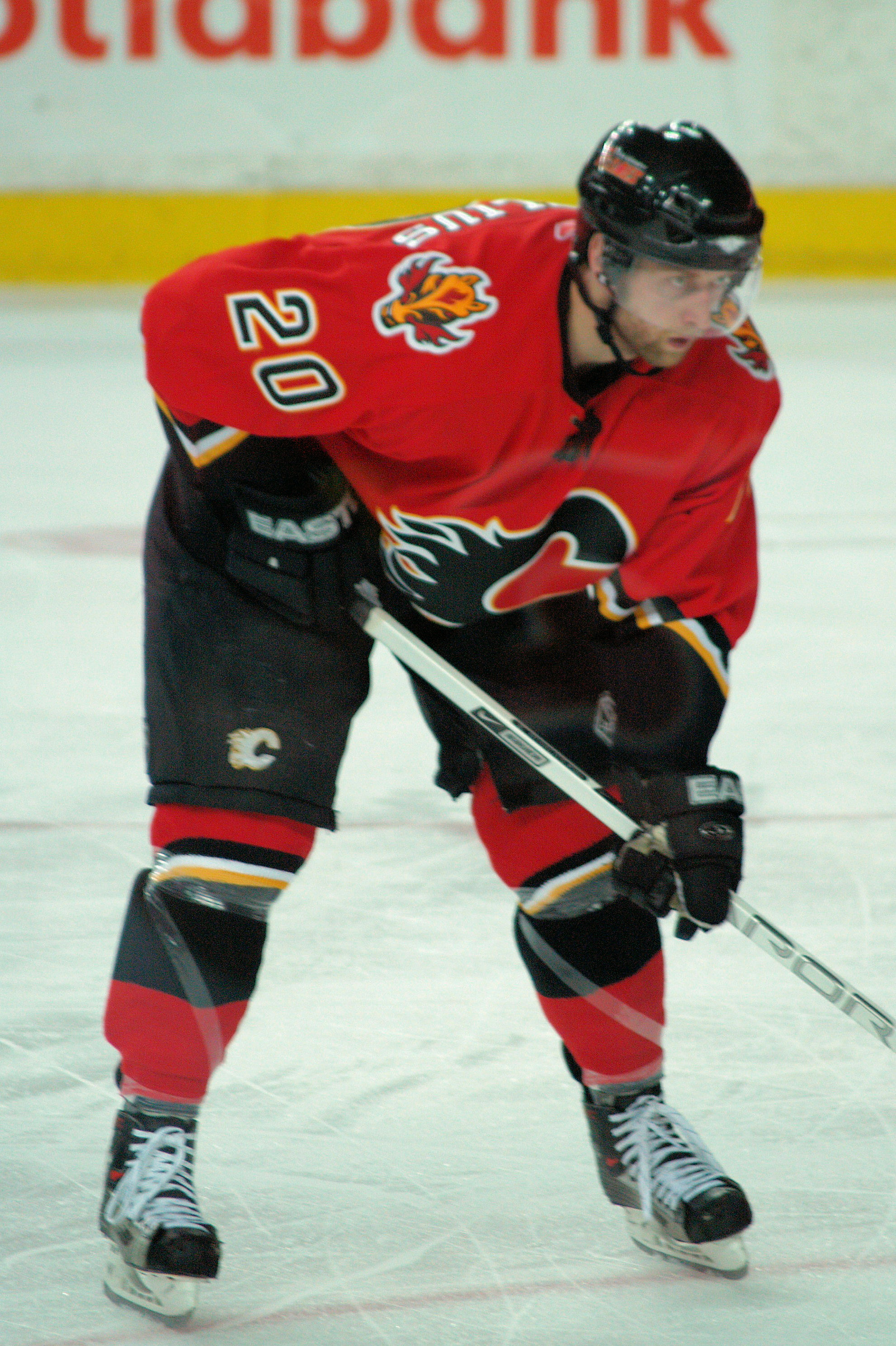
Huselius med Calgary Flames 2007.

Återkomsten till NHL var till en början svår för Huselius och i Florida-tröjan hann han bara med åtta poäng på 24 matcher – innan han den 2 december 2005 blev bortbytt till Calgary Flames mot Steve Montador och Dustin Johner. I Flames kom han att bilda ett fruktat radarpar med superstjärnan Jarome Iginla, och i sin första match i sin nya klubb stod han för tre poäng då Calgary besegrade Pittsburgh Penguins med 3–2. Flames tog sig så småningom till slutspel, där man i den första rundan ställdes mot Mighty Ducks of Anaheim. Den 21 april 2006 gjorde Huselius sin första slutspelsmatch och gjorde sitt första slutspelsmål två dagar senare. Ducks besegrade Flames med 4–3 i matcher. Den 19 juni 2006 förlängde Huselius sitt kontrakt med Calgary med två år, och den efterföljande säsongen blev hans poängmässigt bästa i NHL. Han slutade trea i lagets interna poängliga med 77 poäng på 81 matcher (34 mål, 43 assist). Laget åkte återigen ut i den första rundan i slutspelet, denna gång mot Detroit Red Wings med 4–2 i matcher. Den 13 december 2007 gjorde Huselius sitt första hat trick i NHL då han stod för fem poäng i en 9–6-seger mot Tampa Bay Lightning (tre mål, två assist). För tredje säsongen i följd åkte laget sedan ut i den första rundan av slutspelet då man besegrades av San Jose Sharks med 4–3 i matcher.
I början av juli 2008 skrev Huselius på ett fyraårskontrakt med Columbus Blue Jackets. Han gjorde sin första match och sitt första mål för Blue Jackets den 10 oktober samma år i en 5–4-seger mot Dallas Stars. Laget tog sig för första gången någonsin till Stanley Cup-slutspelet, men föll mot Detroit Red Wings i åttondelsfinalserien med 0–4 i matcher. 2009/10 blev Huselius poängmässigt bästa säsong med Columbus. På 74 matcher stod han för 63 poäng (23 mål, 40 assist) och vann lagets interna assistliga. Säsongen 2010/11 blev till en stor del spolierad av skador. I oktober 2010 ådrog han sig en skada i en match mot Chicago Blackhawks och återvände inte till spel förrän drygt två månader senare. Han ådrog sig en ny skada i mitten av februari 2011 och återvände sedan i april för att spela de fyra avslutande matcherna av säsongen. 2011/12 blev Huselius sista i NHL. Under försäsongen skadade han bröstmuskeln och missade inledningen av säsongen. Han gjorde comeback i början av december samma år, men hann endast spela två matcher innan han skadade sig igen. Den 6 december spelade han sin sista NHL-match, mot Montreal Canadiens.
Efter ett flertal operationer och rehabilitering skrev Huselius kontrakt med AIK Hockey i december 2012.. Knappt en månad senare valde han att avsluta karriären på grund av skadebekymmer. Han spelade fem matcher och gjorde tre poäng under tiden i AIK.

### Landslagskarriär
Huselius var med i den trupp som tog ett brons under JEM i Ryssland 1996. Hueslius noterades för sex poäng på fem matcher (fyra mål, två assist) och slutade tvåa i Sveriges interna poängliga. Året därpå blev Huselius uttagen att spela JVM, som avgjordes i Schweiz. Sverige slutade näst sist i sin grupp och tvingades kvala för att hålla sig kvar i JVM:s A-turnering. Trots att laget föll mot Schweiz med 2–6, höll man sig kvar, tack vare en 8–2-seger mot Tyskland. Tillsammans med Niklas Anger var Huselius Sveriges poängmässigt bästa spelare då han på sex matcher noterades för fem poäng (ett mål, fyra assist). I det efterföljande juniorvärldsmästerskapet i Finland spelade Huselius endast två matcher. Han noterades inte för några poäng och Sverige föll i kvartsfinal mot Schweiz.
1999 debuterade Huselius i A-landslaget och blev 2000 uttagen till VM i Ryssland. Han spelade samtliga av Sveriges sju matcher och var med fyra mål lagets främste målskytt. Totalt noterades han för fem poäng och blev trea i den interna poängligan. Sverige slutade sjua, efter att ha slagits ut av Finland i kvartsfinal. Huselius var med under VM-turneringen även året därpå, i Tyskland. Sverige tog sig vidare från gruppspelet och ställdes mot Ryssland i kvartsfinal – vilken man också vann – med 4–3. Laget föll dock två dagar senare, i semifinal, mot Tjeckien och ställdes mot USA i bronsmatchen. Huselius inledde målskyttet och Sverige tog till slut brons då man vann matchen med 3–2. På nio matcher stod han för totalt fem poäng (två mål, tre assist). 2002 gjorde Huselius sitt tredje raka världsmästerskap – denna gång på hemmaplan i Sverige. Laget tog sig fram till semifinal, vilken man förlorade mot Slovakien med 2–3. I den efterföljande bronsmatchen, mot Finland, låg Sverige under med 3–0, men lyckades vända matchen till seger med 3–5. Huselius tog därmed sitt andra raka VM-brons och gjorde sitt poängmässigt bästa VM. Han vann Sveriges interna poängliga och kom tvåa i den totala poängligan efter att ha gjort elva poäng på nio matcher (fem mål, sex assist).
Under Sweden Hockey Games 2005 blev Huselius och landslagskollegorna Henrik Tallinder och Andreas Lilja hörda upplysningsvis angående en anmälan om gruppvåldtäkt av en 22-årig kvinna som sades ha ägt rum den 9 februari. Två dagar senare, den 11 februari, lades förundersökningen ned och åklagaren kommenterade att det som hade framkommit i utredningen inte gav tillräckligt stöd för det brottspåstående som hade lämnats i anmälan; åklagarens uppfattning efter utredningen var att det inte hade skett något brott alls. Dagen efter att förundersökningen hade lagts ned stängde Svenska Ishockeyförbundet (SIF) av spelarna från fortsatt spel i landslaget säsongen 2004–2005. Den 3 mars återupptog överåklagaren förundersökningen med ändrad rubricering från våldtäkt till sexuellt utnyttjande. Den 1 juni förlängdes avstängningen från landslaget över säsongen 2005–2006, vilket medförde att Huselius missade både OS i Turin 2006 och VM i Lettland 2006. SIF:s ordförande Christer Englund menade att spelarna hade svärtat ned svensk hockey och dess varumärke. I början av juni lades även den andra förundersökningen ned, utan att spelarna hade behövts förhöras igen och de var aldrig delgivna misstanke om brott. Avstängningen i nästan två säsonger, som var ett av de hårdaste straffen i svensk hockeys historia, upphävdes inte. Englund sade att "Vad som skulle hända rättsligt var aldrig en del i den prövning vi gjorde" och menade att spelarna inte hade uppträtt som ett föredöme inom sporten.
I slutet av april 2009 var Huselius tillbaka i landslaget, efter ett uppehåll på över fyra år, då han anslöt till VM i Schweiz. Detta kom att bli Huselius sista VM-turnering, och också hans sista landskamper. Sverige förlorade semifinalen mot Kanada med 3–1 och fick möta USA i bronsmatchen, som man vann med 4–2. Huselius tog därmed sitt tredje raka VM-brons. På åtta matcher noterades han för sju poäng (fyra mål, tre assist).
Att sluta med hockeyn beskrev han senare som mycket tungt. Han sade att "Det spelar ingen roll hur mycket pengar man har tjänat, det var hockeyn som var viktigast. [...] Jag älskade verkligen att spela hockey."

## Hästsport
Huselius har länge haft ett stort intresse för travsport, och äger även flera travhästar. Huselius köpte bland annat travhästen Sauron Pil av Samuel Rehn. Han har även varit expert i travsändningar i TV.
Efter att travloppet Hambletonian hade avgjorts var Huselius kritisk mot spödrivningen.

## Statistik

### Klubbkarriär
| 1995–96           | Hammarby IF           | Div. I            | 6   | 1   | 0   | 1   | 0   | —  | — | —  | —  | —  |
| 1996–97           | Färjestad BK          | Elitserien        | 13  | 2   | 0   | 2   | 4   | 5  | 1 | 0  | 1  | 0  |
| 1996–97           | IFK Munkfors          | Div. I            | 6   | 6   | 2   | 8   | 6   | —  | — | —  | —  | —  |
| 1997–98           | Färjestad BK          | Elitserien        | 34  | 2   | 1   | 3   | 2   | —  | — | —  | —  | —  |
| 1997–98           | IFK Munkfors          | Div. I            | 6   | 6   | 1   | 7   | 4   | —  | — | —  | —  | —  |
| 1998–99           | Färjestad BK          | Elitserien        | 28  | 4   | 4   | 8   | 4   | —  | — | —  | —  | —  |
| 1998–99           | Frölunda HC           | Elitserien        | 20  | 2   | 2   | 4   | 2   | 4  | 1 | 0  | 1  | 0  |
| 1999–00           | Frölunda HC           | Elitserien        | 50  | 21  | 23  | 44  | 20  | —  | — | —  | —  | —  |
| 2000–01           | Frölunda HC           | Elitserien        | 49  | 32  | 35  | 67  | 26  | 5  | 4 | 5  | 9  | 14 |
| 2001–02           | Florida Panthers      | NHL               | 79  | 23  | 22  | 45  | 14  | —  | — | —  | —  | —  |
| 2002–03           | Florida Panthers      | NHL               | 78  | 20  | 23  | 43  | 20  | —  | — | —  | —  | —  |
| 2003–04           | Florida Panthers      | NHL               | 76  | 10  | 21  | 31  | 24  | —  | — | —  | —  | —  |
| 2004–05           | Linköping HC          | Elitserien        | 34  | 14  | 35  | 49  | 10  | —  | — | —  | —  | —  |
| 2004–05           | SC Rapperswil-Jona    | NLA               | —   | —   | —   | —   | —   | 4  | 1 | 3  | 4  | 2  |
| 2005–06           | Florida Panthers      | NHL               | 24  | 5   | 3   | 8   | 4   | —  | — | —  | —  | —  |
| 2005–06           | Calgary Flames        | NHL               | 54  | 15  | 24  | 39  | 36  | 7  | 2 | 4  | 6  | 4  |
| 2006–07           | Calgary Flames        | NHL               | 81  | 34  | 43  | 77  | 26  | 6  | 0 | 2  | 2  | 4  |
| 2007–08           | Calgary Flames        | NHL               | 81  | 25  | 41  | 66  | 40  | 7  | 0 | 4  | 4  | 6  |
| 2008–09           | Columbus Blue Jackets | NHL               | 74  | 21  | 35  | 56  | 44  | 4  | 1 | 1  | 2  | 4  |
| 2009–10           | Columbus Blue Jackets | NHL               | 74  | 23  | 40  | 63  | 36  | —  | — | —  | —  | —  |
| 2010–11           | Columbus Blue Jackets | NHL               | 39  | 14  | 9   | 23  | 10  | —  | — | —  | —  | —  |
| 2011–12           | Columbus Blue Jackets | NHL               | 2   | 0   | 0   | 0   | 2   | —  | — | —  | —  | —  |
| 2012–13           | AIK                   | Elitserien        | 5   | 2   | 1   | 3   | 0   | —  | — | —  | —  | —  |
| NHL totalt        | NHL totalt            | NHL totalt        | 662 | 190 | 261 | 451 | 256 | 24 | 3 | 11 | 14 | 18 |
| Elitserien totalt | Elitserien totalt     | Elitserien totalt | 228 | 77  | 100 | 177 | 68  | 18 | 7 | 9  | 15 | 16 |

### Internationellt
| År            | Lag           | Turnering     |    | Matcher | Mål | Assist | Poäng | Utv |
| ------------- | ------------- | ------------- | -- | ------- | --- | ------ | ----- | --- |
| 1996          | Sverige       | JEM           | 5  | 4       | 2   | 6      | 10    |     |
| 1997          | Sverige       | JVM           | 6  | 1       | 4   | 5      | 4     |     |
| 1998          | Sverige       | JVM           | 2  | 0       | 0   | 0      | 0     |     |
| 2000          | Sverige       | VM            | 7  | 4       | 1   | 5      | 4     |     |
| 2001          | Sverige       | VM            | 9  | 2       | 3   | 5      | 0     |     |
| 2002          | Sverige       | VM            | 9  | 5       | 6   | 11     | 0     |     |
| 2009          | Sverige       | VM            | 8  | 4       | 3   | 7      | 6     |     |
| Junior totalt | Junior totalt | Junior totalt | 13 | 5       | 6   | 11     | 14    |     |
| Senior totalt | Senior totalt | Senior totalt | 33 | 15      | 13  | 28     | 10    |     |